# Hulas
Hulas is een automerk uit Nepal, onderdeel van de Golchha-groep uit India.
Het merk, opgericht in 1995, bouwt voornamelijk bestelwagens voor de lokale markt, gebaseerd op een Chinese licentie. Sinds 1995 heeft het zo'n 700 voertuigen gemaakt. Een Hulas Mustang kwam voor in de Top Gear Nepal Special als de auto van presentator Andrew Flintoff